# Desprendimiento de carga

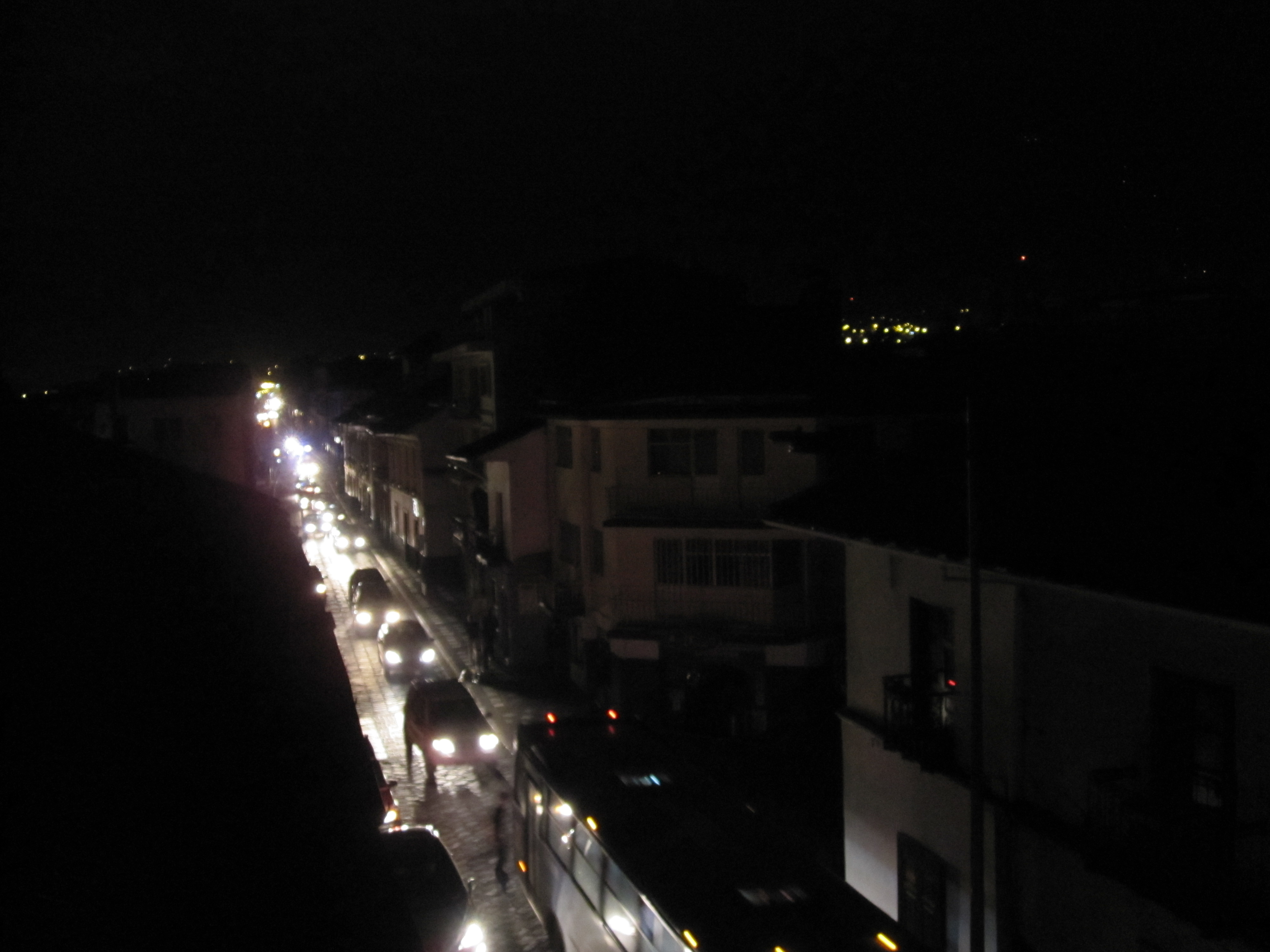
Calle Larga durante el corte de energía en Cuenca, Ecuador (Crisis eléctrica de Ecuador de 2009)

El desprendimiento de carga (del inglés load shedding), también conocido como desconexión de carga, rotación de apagones (del inglés rolling blackouts) o racionamiento eléctrico, consiste en un procedimiento de control y gestión de la red que conduce a un corte intencionado de suministro eléctrico por periodos de tiempo excluyentes a lo largo de diferentes áreas geográficas (es decir, las áreas en las cuales se efectúa el corte de suministro no suelen dejarse sin abastecimiento al mismo tiempo, sino que se van rotando). Se tratan de medidas de última instancia para la compañía eléctrica como método para evitar el colapso de la red eléctrica.
Se producen generalmente en escenarios en los que la demanda de potencia excede a la capacidad de generación de la red, y pueden tener lugar en áreas de la red localizadas, así como incluso extenderse a regiones más amplias, e incluso países o continentes. Las aplicación del procedimiento de carga suele ser fundamentalmente resultado los dos factores siguientes:
- Capacidad de generación insuficiente
- Infraestructura de transmisión deficiente, que conduce a la imposibilidad de suministrar toda la potencia demandada en áreas particulares, a pesar de disponer de suficiente generación.

Si bien se trata de una práctica habitual en países en desarrollo que cuentan infraestructuras deficientes, en países desarrollados es una práctica poco común (salvo en casos de desastres naturales como la crisis energética de Texas de 2021) debido por un lado a los análisis y estudios encaminados a la previsión de la demanda, lo cual hace que la adaptación de la generación sea la adecuada, y por otro a la inversión que las compañías eléctricas realizan en la mejora de sus sistemas de transporte.
En un sistema eléctrico con procedimientos de desprendimiento de carga correctamente gestionados, los cortes de suministro se planifican con suficiente antelación como para poder mantener alerta a los usuarios afectados.